# Streblus macrophyllus
Streblus macrophyllus är en mullbärsväxtart som beskrevs av Carl Ludwig von Blume. Streblus macrophyllus ingår i släktet Streblus och familjen mullbärsväxter. Inga underarter finns listade i Catalogue of Life.